# Arlanza (Weinbaugebiet)

Weinbaugebiet Arlanza D.O.

Das ca. 430 Hektar große Weinbaugebiet Arlanza (D.O.) liegt im Norden Spaniens zu beiden Seiten des Río Arlanza und nördlich des Weinbaugebiets Ribera del Duero in Höhen zwischen 750 und 1050 m; es umfasst Teile der Provinzen Burgos und Palencia. Die durchschnittlich erzielte Jahresproduktion beträgt ungefähr 7500 Hektoliter.

## Geschichte
In der Region wurde seit der Römerzeit Wein angebaut, der jedoch überwiegend der Selbstversorgung diente. Erste schriftliche Erwähnungen finden sich seit dem 12. Jahrhundert in den Unterlagen des Klosters Santa María de Bujedo de Juarros. Zu Beginn des 20. Jahrhunderts war die Region von der Reblauskrise betroffen; viele Rebstöcke gingen verloren oder wurden bis zum Jahr 1920 auf unempfindlichen amerikanischen Wurzelstöcken neu gepfropft. In den 1960er Jahren wurden für einige Regionen die Bezeichnungen „Qualitätswein“ oder „Qualitätswein mit Prädikat“ (spanisch Vino de Calidad Producido en una Región Determinada) eingeführt, die die Grundlage für die im Jahr 2008 für die Weinbauregion eingeführte kontrollierte Herkunftsbezeichnung Arlanza (D.O.) bildeten. Einige Weine des Anbaugebiets werden auch als „Landweine“ vermarktet.

## Weinsorten
Weißweine (blancos)Albillo Mayor, Viura
Rotweine (tintos)Tempranillo, Garnacha, Mencia, Cabernet Sauvignon, Merlot, Petit Verdot

## Gemeinden
Provinz BurgosAvellanosa de Muñó, Ciruelos de Cervera, Cebrecos, Cilleruelo de Abajo, Cilleruelo de Arriba, Covarrubias, Fontioso, Iglesiarrubia, Lerma, Los Balbases, Madrigal del Monte, Madrigalejo del Monte, Mahamud, Nebreda, Peral de Arlanza, Pineda Trasmonte, Pinilla Trasmonte, Puentedura, Quintanilla del Agua y Tordueles, Quintanilla del Coco, Quintanilla de la Mata, Retuerta, Revilla Vallejera, Royuela de Riofranco, Santa Cecilia, Santa Inés, Santa María del Campo, Santibáñez del Val, Santo Domingo de Silos, Solarana, Tordómar, Torrecilla del Monte, Torrepadre, Valles de Palenzuela, Villafruela, Villahoz, Villalmanzo, Villamayor de los Montes, Villangómez, Villaverde del Monte und Zael.
Provinz PalenciaBaltanás, Cobos de Cerrato, Cordovilla la Real, Espinosa de Cerrato, Herrera de Valdecañas, Hornillos de Cerrato, Palenzuela, Quintana del Puente, Tabanera de Cerrato, Torquemada, Villahán und Villodrigo.